# Гаврилов, Василий Иванович (революционер)

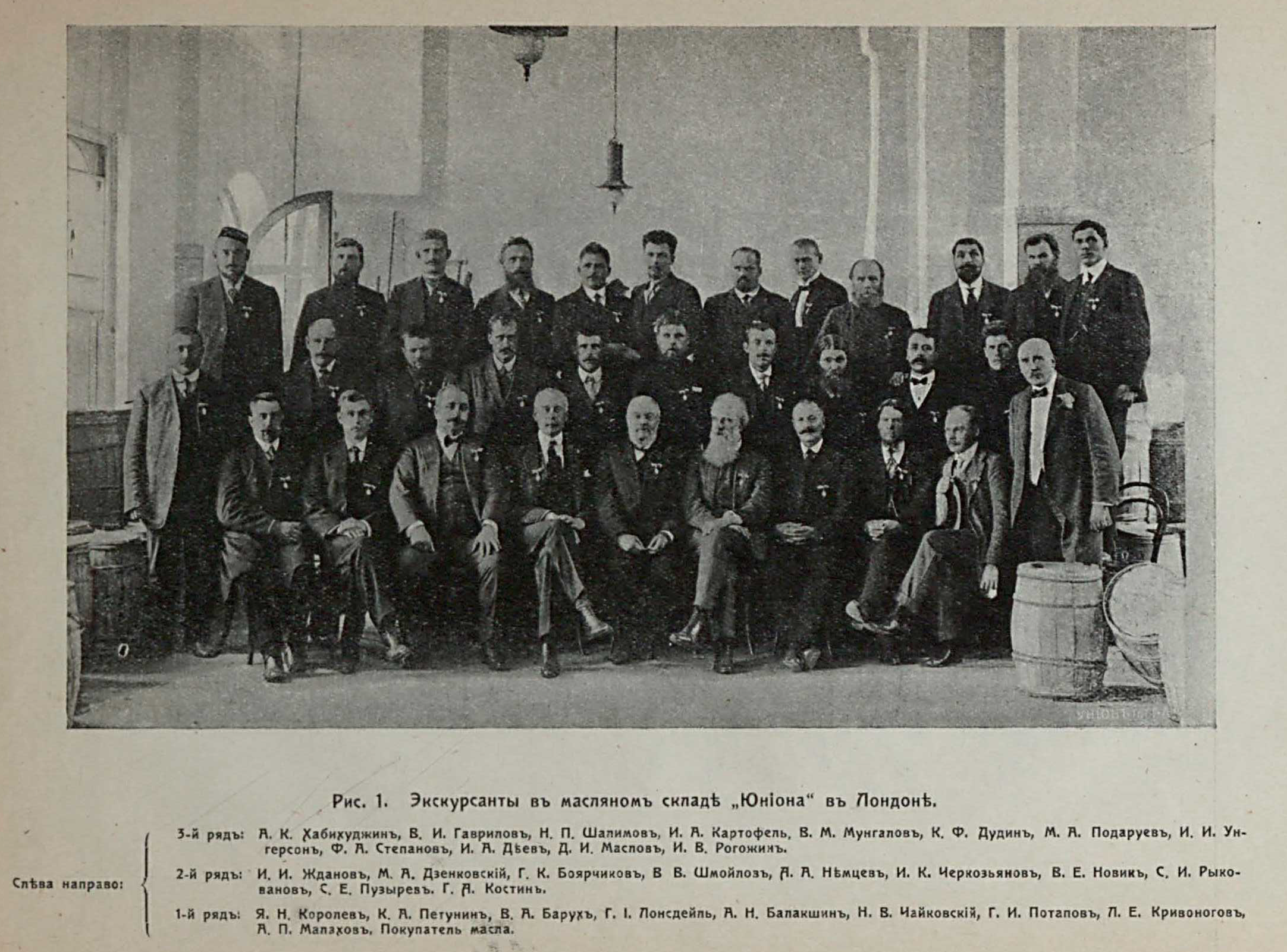
Коммерсанты из России в масляном складе АО «Юнион» в Лондоне, 1914 год. Второй в верхнем ряду слева — В. И. Гаврилов, пятый в нижнем ряду — А. Н. Балакшин.

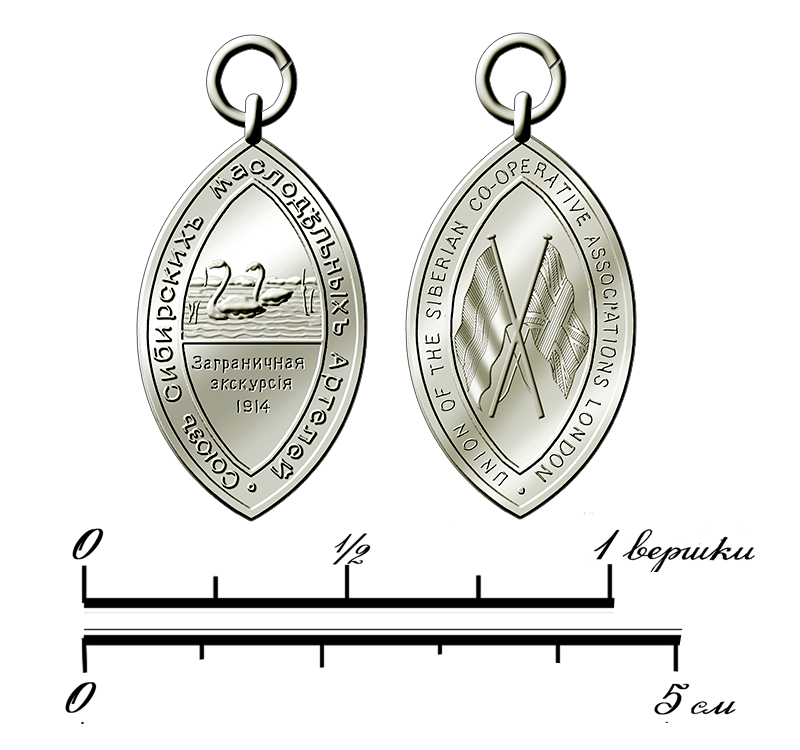
Жетон заграничной экскурсии 1914 года Союза сибирских маслодельных-артелей. Реконструкция по подлиннику жетона В. И. Гаврилова из коллекции Новосибирского государственного краеведческого музея.

Василий Иванович Гаврилов (Пустой шаблон {{ВД-Преамбула}} ) — русский революционер, большевик, участник революционных событий и Гражданской войны, брат революционера Александра Ивановича Гаврилова, организатор и участник создания первых Совдепов Усть-Тартаской волости и села Спасское.
Делегат и член первого Каинского уездного съезда Советов. В июне 1918 года был арестован и заключён в Каинскую тюрьму. 22 ноября 1919 года расстрелян на Савкиной гриве в пяти километрах от г. Каинска.

## Биография
Василий Гаврилов родился в 1884 году в деревне Новотартасской Усть-Тартасской волости Каинского уезда Томской губернии, ныне село Новый Тартас — административный центр Новотартасского сельсовета Венгеровского района Новосибирской области. Он стал вторым (всего двое братьев и четверо сестёр) ребёнком в большой семье старого питерского металлиста Ивана Степановича Гаврилова (1858—2 (15) августа 1901, Новый Тартасc) и Гавриловой (Тихоновой) Секлетиньи Ивановны (1865—2 октября 1938 года).
До революции вёл хозяйство в селе Спасском Усть-Тартасской волости Каинского уезда Томской губернии. Как уполномоченный Ново-Тартасской маслодельной артели Союза Сибирских Маслодельных Артелей в составе группы из 26 человек ездил на экскурсию в Данию, Англию и Германию  защищать от подделок качество сибирского сливочного масла, которое отправляли на заграничные рынки. 25 мая 1914 года группа выехала из города Кургана и 4 июля 1914 год вернулась в Санкт-Петербург. В Лондоне с ними был представитель ССМА, директор акционерного общества «Юнион» Александр Николаевич Балакшин. Возможно, за границей провёл встречу с эмигрантами-большевиками.
В 1914 году призван в Русскую императорскую армию в Чите. В 1917 году демобилизовался с Первой мировой войны, в декабре-январе 1918 года приехал на родину активным фронтовиком-большевиком.
22 января 1918 года принял участие в Первом волостном съезде Советов Усть-Тартасской волости, в феврале — в первом крестьянском уездном Съезде в городе Каинске. Волостной съезд избрал Волостной комитет Совета депутатов (Совдеп). От большевиков в него вошёл В.И. Гаврилов. После взятия 26 мая 1918 года чехо-эсеровскими мятежниками станции Барабинск, гарнизон красногвардейцев вместе с членами партии уездного совета Рабоче-крестьянских и Солдатских депутатов с боями отступили за город Каинск. Товарищ Гаврилов был арестован, так же были арестованы председатель Моисей Станиславович Здвинский и остальные члены уездного Совдепа.
В Каинской уездной тюрьме подвергался пыткам колчаковской Каинской контрразведки и следственной комиссии на глазах у брата Александра. Всего заключённых было более пятисот человек. В тюрьме Василий Гаврилов принял участие в большевистской подпольной организации. Тяжелобольным переведён в секретную тёмную одиночку, закован в кандалы.
20 ноября 1919 года, в связи с приближением Красной армии, началась эвакуация 300—350 заключённых Каинской уездной тюрьмы в Ново-Николаевскую тюрьму. По приказу генерал-лейтенанта В. О. Каппеля, с 22 ноября 1919 года политзаключённых партиями от 54 до 90 человек карательный отряд расстреливал в урочище Савкина Грива, восточнее города Каинска Каинского уезда Томской губернии, ныне урочище в черте города Куйбышева Куйбышевского района Новосибирской области.
1—2 декабря 1919 года Каинск был освобождён войсками Рабоче-крестьянской Красной Армии. Тела всех замученных и расстрелянных были свезены в Барабинск для погребения родственниками.
Василий вместе с братом Александром Гавриловым захоронен в центре деревни Новотартасской Усть-Тартасской волости Каинского уезда Томской губернии, ныне село Новый Тартас — административный центр Новотартасского сельсовета Венгеровского района Новосибирской области. Первоначально был установлен обелиск с красной звездой наверху. В 1979 году, в связи с постройкой новой школы памятник был перенесён и перестроен.

## Память

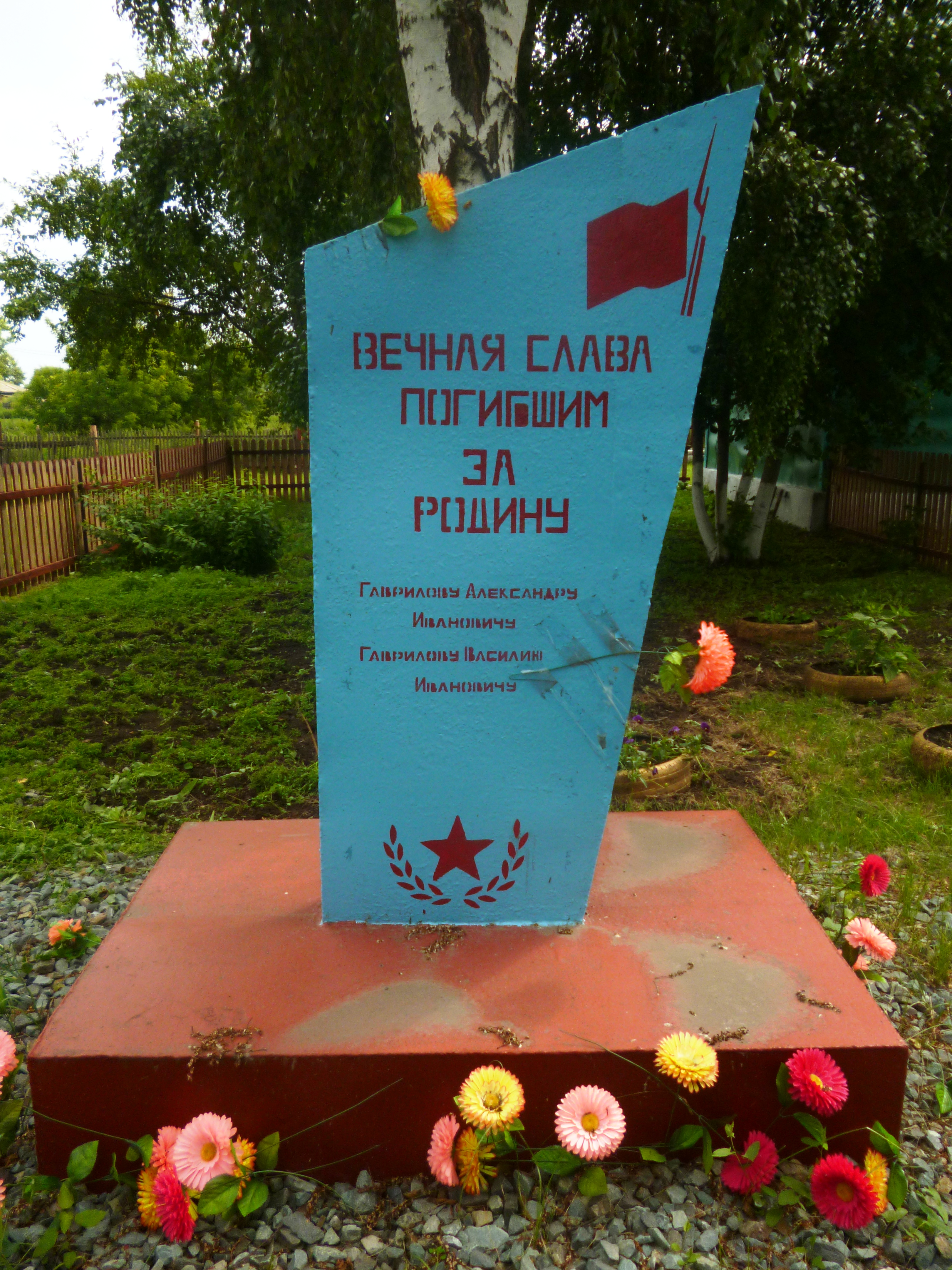
Могила братьев-революционеров Гавриловых в Новом Тартасе. Памятник установлен в 1979 году.
Первый обелиск партизанам гражданской войны с красной звездой был установлен в саду 7-летней школы д. Новый Тартас с надписью: «Гаврилов Александр Иванович Гаврилов Василий Иванович Красные партизаны зверски замучены колчаковцами в ноябре 1919 года»

- Исполкомом Венгеровского района Новосибирской области Совета депутатов трудящихся на родине братьев Гавриловых, в селе Новый Тартас принято решение назвать одну из улиц именем «Братьев Гавриловых».
- «Могила братьев-революционеров Александра и Василия Ивановича Гавриловых, казненных колчаковцами 21—22 ноября 1919 года в Каинской тюрьме» является объектом культурного наследия регионального значения № 541410054430005[12], расположена по адресу: с. Новый Тартас, ул. Чкалова, 81 — 55°40′29″ с. ш. 76°42′48″ в. д.HGЯO

## Семья
Супруга — Гаврилова Анна Абрамовна (5 ноября 1880—?). Родились двое детей — дочь Клавдия и сын Василий.